# ديفيد ماكلين
ديفيد ماكلين (بالإنجليزية: David McLean)‏ هو لاعب كرة قدم بريطاني في مركز الوسط، ولد في 24 نوفمبر 1957 في نيوكاسل أبون تاين في المملكة المتحدة. لعب مع دارلينجتون إف سى وسكونثورب يونايتد ونادي كارلايل يونايتد ونيوكاسل يونايتد.